# Cantone di Épinal-Ovest
Il Cantone di Épinal-Ovest era una divisione amministrativa dell'arrondissement di Épinal.
È stato soppresso a seguito della riforma complessiva dei cantoni del 2014, che è entrata in vigore con le elezioni dipartimentali del 2015.
Comprendeva parte della città di Épinal e i comuni di:
- Chantraine
- Chaumousey
- Darnieulles
- Domèvre-sur-Avière
- Dommartin-aux-Bois
- Fomerey
- Les Forges
- Girancourt
- Golbey
- Renauvoid
- Sanchey
- Uxegney